# Новакова, Яна
Я́на Нова́кова (чеш. Jana Nováková; 25 сентября 1948, Прага, Чехословакия — 3 [4] декабря 1968, Мюнхен, Бавария, ФРГ) — чехословацкая актриса и модель, наиболее известная по роли Мейбл в пародийном детективе «Призрак замка Моррисвилль» (1966). С 1967 года жила и снималась в ФРГ. Убита при невыясненных обстоятельствах.

## Биография
В детстве и юности демонстрировала хорошие данные в балете, гимнастике, теннисе, гольфе, водных лыжах, верховой езде и других видах спорта. Со школьных лет увлекалась литературой, интересовалась миром моды и кино; своими кумирами считала Грегори Пека, Марчелло Мастроянни, Одри Хепбёрн и Ким Новак. По окончании школы посещала курсы манекенщиц, снималась в телевизионных передачах и документальных фильмах о модной индустрии. Трижды участвовала в конкурсе красоты «Девушка Праги», завоевала титул «Вице-мисс Фильм».
По некоторым данным, дебютировала в игровом кино в 1965 году, снявшись в эпизодической роли в фильме Милоша Формана «Любовные похождения блондинки». Сам Форман в выпуске чешской телевизионной передачи «Золотые шестидесятые» от 3 января 2009 года заявил, что роль Яны в фильме исполнила другая актриса — полная тёзка Новаковой.
В 1966 году режиссёр Ян Немец пригласил Новакову на эпизодическую роль в фильме «О празднике и гостях». В том же году восемнадцатилетняя актриса снялась в небольших ролях в комедиях «Лыжная лихорадка» и «Мартин и девять дураков», фантастическом фильме «Конец августа в отеле „Озон“» и мюзикле «Дама на рельсах», а также исполнила свою первую значительную роль — Мейбл, помощницы сэра Ганнибала Морриса в пародийном  «пинкертоновском» детективе Борживоя Земана «Призрак замка Моррисвилль», после чего по предложению Власты Фабиановой поступила на Театральный факультет Академии исполнительских искусств в Праге. 24 июля 1967 года вышла замуж за состоятельного западногерманского коммерсанта Ойгена Грюбера (нем. Eugen Grüber) и переехала с ним на постоянное место жительства в ФРГ, где снялась в комедийном фильме «Мошенник любит вдоль и поперёк» и детективном телесериале «По следу преступника» (оба — 1968). Последней большой работой Яны Новаковой в чехословацком кино стала роль английской военной лётчицы Патриции Уоткинсон в фильме Йиндржиха Полака «Небесные всадники» (1968).

### Смерть
В ночь с 3 на 4 декабря 1968 года на мюнхенской вилле Грюбера двадцатилетняя Яна Новакова была застрелена (по другим сведениям — задушена) мужем, сразу после убийства жены покончившим с собой. В качестве наиболее вероятного мотива преступления рассматривалась ревность пожилого супруга к молодой актрисе; не исключалась связь между убийством и возможной причастностью Грюбера к международному шпионажу и торговле оружием. Известие о смерти Новаковой осталось почти незамеченным в Чехословакии на фоне ввода советских войск и последовавших за ним общественно-политических событий. Истинные причины и обстоятельства убийства остаются невыясненными.

## Фильмография
| Год       |   | Русское название                                         | Оригинальное название                              | Роль                  |
| --------- | - | -------------------------------------------------------- | -------------------------------------------------- | --------------------- |
| 1965      | ф | Любовные похождения блондинки                            | Lásky jedné plavovlásky                            | Яна (?)               |
| 1966      | ф | О празднике и гостях                                     | O slavnosti a hostech                              | гостья на свадьбе     |
| 1966      | ф | Лыжная лихорадка                                         | Ski Fever                                          | эпизод (нет в титрах) |
| 1966      | ф | Мартин и девять дураков                                  | Martin a devět bláznů                              | хулиганка             |
| 1966      | ф | Конец августа в отеле «Озон»                             | Konec srpna v hotelu Ozon                          | Клара                 |
| 1966      | ф | Дама на рельсах                                          | Dáma na kolejích                                   | женщина на показе мод |
| 1966      | ф | Призрак замка Моррисвилль                                | Fantom Morrisvillu                                 | Мейбл                 |
| 1967      | ф | Наша чешская песня                                       | Ta naše písnička česká                             | Яна Новакова          |
| 1968      | ф | Мошенник любит вдоль и поперёк                           | Bengelchen liebt kreuz und quer                    | Улла                  |
| 1968      | ф | Небесные всадники                                        | Nebeští jezdci                                     | Патриция Уоткинсон    |
| 1967—1973 | с | По следу преступника 1968 — Пропавший на летнем концерте | Dem Täter auf der Spur Einer fehlt beim Kurkonzert | Яна                   |

## Комментарии
1. ↑  Кроме Новаковой, на роль Мейбл пробовались известные чехословацкие актрисы Ольга Шоберова, Йитка Зеленогорска[чеш.], Яна Дрбоглавова[чеш.] и Зузана Бурианова[чеш.][2].